# Argument (retoryka)
Argument – fakt lub okoliczność przytaczana w komunikacie celem potwierdzenia lub obalenia tezy.
Argumenty dzieli się na:
- logiczne – oparte na indukcji, dedukcji i analogiach
- emocjonalne – odwołujące się do uczuć, ambicji, wiary słuchaczy
- rzeczowe – będące konkretnymi faktami, danymi itp.
- inne: oparte na doświadczeniu, powszechnej opinii lub wiedzy; autorytetach.

Argumentem przeciwnym do danego jest kontrargument.